# The Black Widow
The Black Widow (bra A Aranha Mortal) é um seriado estadunidense de 1947, gênero espionagem e policial, dirigido por Fred C. Brannon e Spencer Gordon Bennet, em 13 capítulos, estrelado por Bruce Edwards, Virginia Lindley e Carol Forman. Foi produzido e distribuído pela Republic Pictures, e veiculou nos cinemas estadunidenses a partir de 1 de novembro de 1947.
Nos anos 1950 The Black Widow foi editado como série de televisão com 6 episódios de 26½-minutos. Em 1966, foi editado como filme de 100 minutos com o título mudado para Sombra, the Spider Woman.[carece de fontes?]

## Sinopse
O editor do jornal Daily Clarion contrata o criminologista amador Steve Colt para desvendar uma série de assassinatos envolvendo envenenamento por picada de aranhas. Enquanto isso, o Rei Hitomu enviou sua filha Sombra para os Estados Unidos para cumprir seu plano de dominação global. Lá, ela se apresenta como uma cartomante e, com um bando de capangas, tenta roubar um protótipo do foguete atômico.[carece de fontes?]

## Elenco
- Bruce Edwards … Steve Colt, criminologista amador que procura desvendar uma série de assassinatos bizarros
- Virginia Lindley … Joyce Winters
- Carol Forman … Sombra, filha e agente de King Hitomu
- Anthony Warde … Nick Ward, gângster que trabalha com Sombra
- Ramsay Ames … Ruth Dayton
- I. Stanford Jolley … Dr. Z.V Jaffa, cientista que trabalha com Sombra
- Theodore Gottlieb … Hitomu, que quer dominar o mundo
- Forrest Taylor … Bradley
- Bob Reeves ... Detetive (não creditado)
- George Chesebro ... J. Carter (não-creditado)

## Produção
The Black Widow foi orçado em $168,995, porém seu custo final foi $186,314, e foi o mais caro seriado da Republic em 1947.
Foi filmado entre 11 de abril e 8 de maio de 1947 e foi a produção nº 1697.
Foi um dos quatro seriados da 13 capítulos da Republic, três deles lançados em 1947. A Republic lançou esses três e fez o relançamento de Jungle Girl, de 1941, marcando uma prática que se tornou costume da Republic na época, intercalar lançamentos seriais novos com relançamentos dos antigos.

## Lançamento

### Cinema
O lançamento oficial de The Black Widow é datado de 1 de novembro de 1947, porém essa é a data da disponibilização do 6º capítulo.

### Televisão
No início dos anos 1950, The Black Widow foi um dos 14 seriados Republic editados como série de televisão, com 6 episódios de 26½-minutos.
The Black Widow foi um dos 26 seriados da Republic relançados como filme de televisão em 1966, com o título mudado para Sombra, the Spider Woman. Essa versão foi editada com 100 minutos de duração.

## Capítulos
1. Deadly Prophecy (20 min)
2. The Stolen Formula (13min 20s)
3. Hidden Death (13min 20s)
4. Peril in the Sky (13min 20s)
5. The Spider's Lair (13min 20s)
6. Glass Guillotine (13min 20s)
7. Wheels of Death (13min 20s)
8. False Information (13min 20s)
9. The Spider's Venom (13min 20s)
10. The Stolen Corpse (13min 20s)
11. Death Dials a Number (13min 20s)
12. The Talking Mirror (13min 20s)
13. A Life for a Life (13min 20s)

Fonte:

## Seriado no Brasil
The Black Widow, sob o título “A Aranha Mortal”, foi aprovado pela censura brasileira, de acordo com o Diário Oficial da União, em 28 de agosto de 1948, portanto, é provável que o seriado tenha estreado no país em 1948.